# Индепенденс (округ)
Индепе́нденс (англ. Independence County) — округ, расположенный в штате Арканзас, США с населением в 34 233 человек по статистическим данным переписи 2000 года. Столица округа находится в городе Бейтсвилл.
Округ Индепенденс был образован 20 октября 1820 года из территории округа Лоуренс, став девятым по счёту округом Арканзаса и получив своё название в честь принятой Декларации независимости США.
В округе действует запрет на оборот алкогольной продукции, поэтому Индепенденс входит в список так называемых «сухих» округов страны.

## География
По данным Бюро переписи населения США округ Индепенденс имеет общую площадь в 2699 квадратных километров, из которых 1979 кв. километров занимает земля и 21 кв. километр — вода. Площадь водных ресурсов округа составляет 1,01 % от всей его площади.

### Соседние округа
- Шарп — север
- Лоренс — северо-восток
- Джэксон — восток
- Уайт — юг
- Клиберн — юго-запад
- Стон — запад
- Изард — северо-запад

## Демография

Диаграмма распределения населения округа по возрастным диапазонам. Данные переписи населения 2000 года

По данным переписи населения 2000 года в округе Индепенденс проживало 34 233 человека, 9 669 семей, насчитывалось 13 467 домашних хозяйств и 14 841 жилой дом. Средняя плотность населения составляла 17 человек на один квадратный километр. Расовый состав округа по данным переписи распределился следующим образом: 94,91 % белых, 2,04 % чёрных или афроамериканцев, 0,45 % коренных американцев, 0,65 % азиатов, 0,03 % выходцев с тихоокеанских островов, 1,28 % смешанных рас, 0,64 % — других народностей. Испано- и латиноамериканцы составили 1,53 % от всех жителей округа.
Из 13 467 домашних хозяйств в 32,10 % — воспитывали детей в возрасте до 18 лет, 59,00 % представляли собой совместно проживающие супружеские пары, в 9,20 % семей женщины проживали без мужей, 28,20 % не имели семей. 25,50 % от общего числа семей на момент переписи жили самостоятельно, при этом 11,70 % составили одинокие пожилые люди в возрасте 65 лет и старше. Средний размер домашнего хозяйства составил 2,47 человека, а средний размер семьи — 2,95 человека.
Население округа по возрастному диапазону по данным переписи 2000 года распределилось следующим образом: 24,50 % — жители младше 18 лет, 9,20 % — между 18 и 24 годами, 27,70 % — от 25 до 44 лет, 24,10 % — от 45 до 64 лет и 14,50 % — в возрасте 65 лет и старше. Средний возраст жителей округа составил 38 лет. На каждые 100 женщин в округе приходилось 96,30 мужчины, при этом на каждых сто женщин 18 лет и старше приходилось 92,60 мужчины также старше 18 лет.
Средний доход на одно домашнее хозяйство в округе составил 31 920 долларов США, а средний доход на одну семью в округе — 38 444 доллара. При этом мужчины имели средний доход в 27 284 доллара США в год против 20 086 долларов США среднегодового дохода у женщин. Доход на душу населения в округе составил 16 163 доллара США в год. 9,90 % от всего числа семей в округе и 13,00 % от всей численности населения находилось на момент переписи населения за чертой бедности, при этом 16,10 % из них были моложе 18 лет и 14,40 % — в возрасте 65 лет и старше.

## Главные автодороги
- US 167
- AR 14
- AR 25
- AR 37
- AR 69
- AR 87

## Населённые пункты
- Бейтсвилл
- Кейв-Сити
- Кушмен
- Магнесс
- Мурфилд
- Ньюарк
- Ойл-Тро
- Плезант-Плейнс
- Салфер-Рок